# Efecte de bata blanca

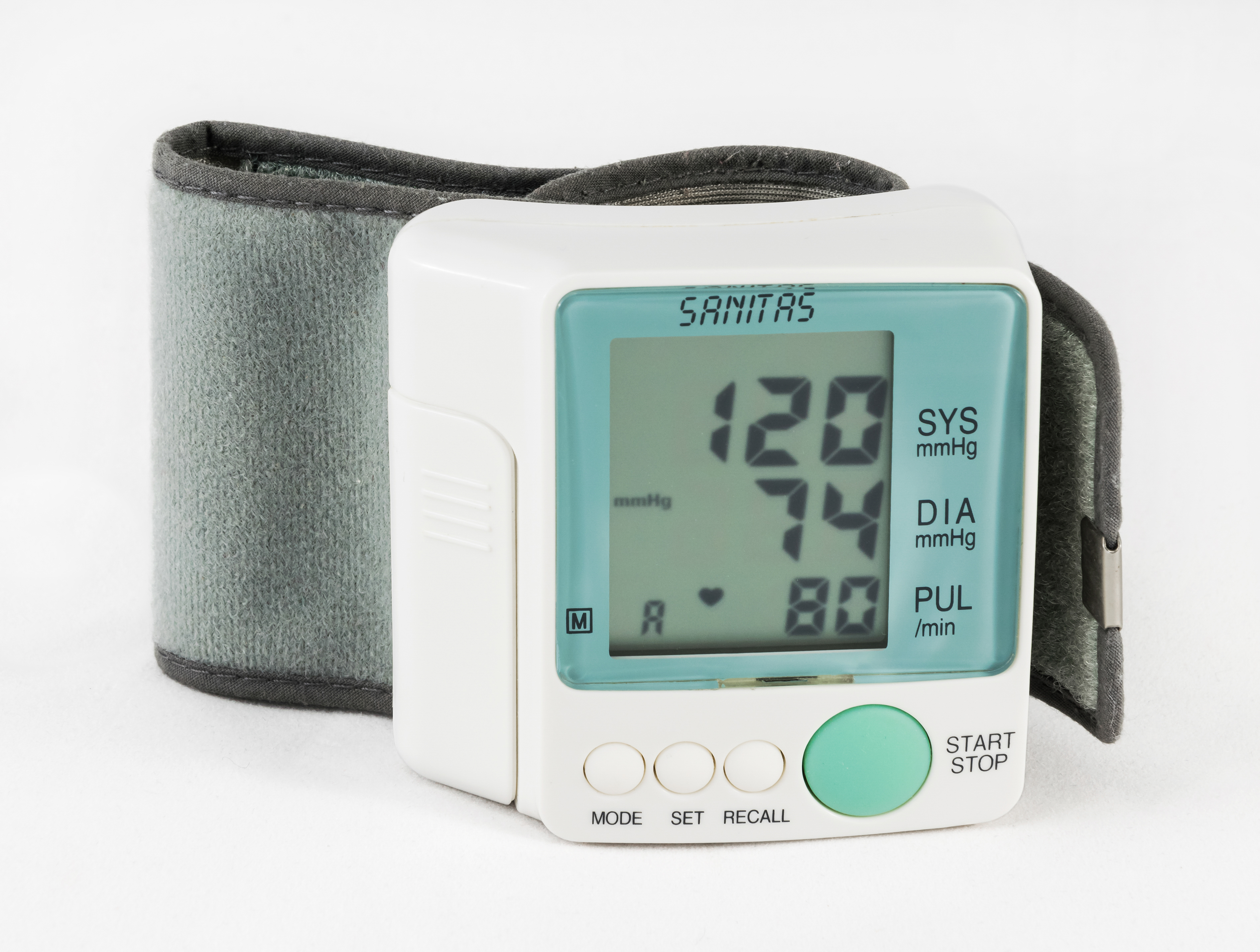
Els sistemes actuals de mesura ambulatòria de la pressió arterial oferencien una alternativa senzilla a la mesura a la consulta, cosa que facilita el diagnòstic diferencial.

L'efecte bata blanca o hipertensió de bata blanca és l'augment transitori de la pressió arterial que es produeix en algunes persones quan es troben en entorns sanitaris (hospitals, ambulatoris...) degut a l'estrès involuntari que els provoquen aquests. A conseqüència d'aquest efecte es poden obtenir valors anormalment elevats de pressió sanguínia, que no es corresponen amb els valors de tensió reals, cosa que pot induir a un fals diagnòstic d'hipertensió arterial.
Aquesta sobreestimació fou descrita per primera vegada per Scipione Riva-Rocci, un metge internista italià el 1897. L'augment en les xifres tensionals es correspon també amb un augment de la freqüència cardíaca, i els dos valors i la seva intensitat estan igualment relacionats amb l'aparició del personal sanitari (especialment amb el metge i una mica menys intensament amb el personal d'infermeria), d'aquí ve el nom d'efecte de bata blanca.
Per descartar aquest fenomen quan se sospita que un pacient el pot sofrir es recorre al monitoratge ambulatori de la pressió arterial (MAPA) a través d'un dispositiu que va obtenint valors de pressió cada cert temps durant 24 hores mentre el pacient realitza la seva rutina diària.
La seva aparició i magnitud varia molt d'un individu a l'altre, tot i que és més gran, en general, per persones amb xifres base de tensió altes, per persones d'edat avançada i també més freqüent en homes que en dones.